# Eurovision Young Dancers 2001
Der 9. Eurovision Young Dancers fand am 18. Juni 2001 im Linbury Studio Theatre, in London im Vereinigten Königreich statt. Ausrichter war die BBC, welche erstmals einen Eurovision Young Dancers austrugen.
Sieger wurden die polnischen Brüder David & Marcin Kupinski mit ihrem Tanz Brothers. Es war das erste Mal, dass Polen den Wettbewerb gewinnen konnte. Auf Platz 2 dagegen landete der belgische Tänzer Jeroen Verbruggen. Platz 3 ging an das niederländische Tanzpaar Maartje Hermans & Golan Yosef.

## Austragungsort
Als Austragungsort wählte die BBC das Linbury Studio Theatre in London aus. Es war das erste Mal, dass das Vereinigte Königreich den Wettbewerb ausrichtete.

## Format
Auftreten konnten Tänzer zwischen 16 und 21 Jahren. Es konnten allerdings lediglich Solotänzer oder Paare antreten. Es gab erneut ein Halbfinale, da die Teilnehmeranzahl ansonsten den zeitlichen Rahmen sprengen würde. Dort traten alle 18 Teilnehmer gegeneinander an, wovon sich allerdings lediglich elf für das Finale qualifizierten. Es gab auch weiterhin eine professionelle Jury, allerdings vergab diese wieder Platz 1 bis 3. Vorsitzender der Jury war der britische Choreograf Matthew Bourne. Die weiteren Jurymitglieder waren folgende:
- Maina Gielgud
- Amanda Miller
- Monique Veaute
- Samuel Wuersten

### Moderation
Als Moderator fungierte die britische Tänzerin Deborah Bull.

## Teilnehmer

Länder, die 2001 teilgenommen haben
Länder, die bereits im Halbfinale ausgeschieden sind
Länder, die in der Vergangenheit teilgenommen haben, jedoch nicht 2001

Insgesamt 18 Länder nahmen am Eurovision Young Dancers 2001 teil und damit zwei mehr als noch 1999. Bis heute sind die 18 Teilnehmerländer von 2001 Rekordhalter, da keine andere Ausgabe des Wettbewerbs so viele Teilnehmer hatte. So zogen sich zwar Frankreich, Spanien und Ungarn vom Wettbewerb zurück. Dafür debütierten allerdings Irland und die Ukraine. Für Letztere war es die erste Teilnahme an einem Eurovision-Wettbewerb. Ebenfalls kehrten Estland nach vier Jahren und Norwegen sowie Österreich nach sechs Jahren zum Wettbewerb zurück.

## Halbfinale
Das Halbfinale 2001 fand am 18. Juni statt und somit fünf Tage vor dem Finale. Folgende Länder schieden bereits im Halbfinale aus:
| Land         | Teilnehmer                           | Tanz Choreografie (C)                             |
| ------------ | ------------------------------------ | ------------------------------------------------- |
| Griechenland | Olga Tsimourta & Tina Nassika        | Rythmique C: G. Milhov                            |
| Irland       | Sarah Reynolds                       | Conversations in Silence C: A. Costilla           |
| Norwegen     | Tale Dolven                          | Asking For? C: S. Edvardsen                       |
| Österreich   | Lukas Slavicky & Zuzana Zahradnikova | Don Quixote C: M. Petipa                          |
| Slowenien    | Eva Gasparic                         | Les Syphides – Prélude C: Fokino                  |
| Ukraine      | Leonid Sarafanov                     | Variation of Paquita (Masculin Role) C: M. Petipa |
| Zypern       | Marina Kyriakidou                    | Variation of Paquita (Allegro) C: M. Petipa       |

## Finale
Elf Länder traten jeweils gegeneinander an. Lediglich die ersten drei Plätze wurden bekanntgegeben.
| Platz | Startnr. | Land                               | Teilnehmer                          | Tanz Choreografie (C)                                |
| ----- | -------- | ---------------------------------- | ----------------------------------- | ---------------------------------------------------- |
| 1.    | 04       | Polen                              | Dawid & Marcin Kupinski             | Brothers C: E. Wesolowski                            |
| 2.    | 01       | Belgien                            | Jeroen Verbruggen                   | Hyperballad C: J. Verbruggen, G. Egilsson            |
| 3.    | 11       | Niederlande                        | Maartje Hermans & Golan Yosef       | Perfect Skin C: E. Wubbe                             |
| –     | 02       | Deutschland                        | Thiago Bordin                       | Tchaikovsky Variation – Pas de Deux C: G. Balanchine |
| –     | 03       | Finnland                           | Johanna Nuutinen                    | Angels Fly Low C: M. Rouhiainen                      |
| –     | 05       | Vereinigtes Königreich (Gastgeber) | Jamie Bond                          | Seigfried Solo from Act 3 Swan Lake C: M. Petipa     |
| –     | 06       | Schweden                           | Johan Thelander & Elizaveta Penkóva | At This Point C: J. Thelander, E. Penkova            |
| –     | 07       | Schweiz                            | Sarah Kora Dayanova                 | Tango Te Amo C: L. Smeak                             |
| –     | 08       | Tschechien                         | Marek Kasparovsky & Jiri Pokorny    | Alterego C: T. Rychetsky, D. Stransky                |
| –     | 09       | Estland                            | Sergei Upkin                        | Franz Variation from Coppelia C: A. Saint-Leon       |
| –     | 10       | Lettland                           | Anna Novikova                       | Solo from Act 3 of Le Corsaire C: M. Petipa          |

## Übertragung
Insgesamt 19 Fernsehanstalten übertrugen die Veranstaltung:
| Land                      | Sender              |
| Teilnehmende Länder       | Teilnehmende Länder |
| ------------------------- | ------------------- |
| Belgien                   | RTBF, VRT           |
| Deutschland               | ZDF                 |
| Estland                   | ETV                 |
| Finnland                  | YLE                 |
| Griechenland              | ERT                 |
| Irland                    | RTÉ                 |
| Lettland                  | LTV                 |
| Niederlande               | NOS, NPS            |
| Norwegen                  | NRK                 |
| Österreich                | ORF                 |
| Polen                     | TVP                 |
| Schweden                  | SVT                 |
| Schweiz                   | SRG SSR             |
| Slowenien                 | RTV SLO             |
| Tschechien                | ČT                  |
| Ukraine                   | NTU                 |
| Vereinigtes Königreich    | BBC                 |
| Zypern                    | CyBC                |
| Nicht teilnehmende Länder |                     |
| Frankreich                | France 2            |